# Hvorfor bliver alting anderledes altid anderledes?
Hvorfor bliver alting anderledes altid anderledes? er en dansk kortfilm fra 1970 instrueret af Frits Raben.

## Handling
Novellefilm om unge i en provinsby. Et ungt par forelsker sig og venter barn - men hverdagen er ikke altid lutter idyl.

## Medvirkende
- Lykke Nielsen
- Per Pallesen
- Geert Vindahl
- Mette Lytting
- Grete Walter
- Erik Sørensen
- Niels Skousen
- Henning Nielsen
- William Vonsild
- Henning Ditlev Hansen
- Eva Høybye
- Jytte Hauch-Fausbøll
- Jytte Hanne Gundmann